# Cocytia moestifica
Cocytia moestifica är en fjärilsart som beskrevs av Paul Mabille och Vuillot 1891. Cocytia moestifica ingår i släktet Cocytia och familjen nattflyn. Inga underarter finns listade i Catalogue of Life.